# Исма-хатун
Исма-хатун (перс. اسماعه خاتون‎‎ (араб. عصمة خاتون‎) — сельджукская принцесса, дочь султана Мелик-шаха I (годы правления 1072—1092) и старшая жена аббасидского халифа аль-Мустазхира (годы правления 1094—1118).

## Происхождение
Исма-хатун была одной из младших дочерей сельджукского султана Мелик-шаха I. Она была очень молода, когда ее отец умер в 1092 году, ему наследовал его несовершеннолетний сын Махмуд I под регентством Теркен-хатун (была регентом в 1092—1094 годах). Позже другие ее братья; Баркиярук, Мелик-шах и Мухаммед Тапар также стали султанами.

## Биография
Была старшей женой аль-Мустазхира. Аль-Мустазхир женился на ней в Исфахане в 1109 году. Проделав путь в 1000 километров, Исма-хатун въехала в город. По словам хрониста Ибн аль-Каланиси, она явилась «с таким блеском и с таким огромным количеством украшений, денег, посуды, карет и вьючных животных всех видов, мебели, различных восхитительных нарядов, слуг, стражи, рабынь и спутниц, что невозможно описать словами». Позже она приехала в Багдад и поселилась во дворце халифа. 3 февраля 1112 года она родила принца Абу Исхака Ибрагима, который умер от оспы в октябре 1114 года и был похоронен в мавзолее аль-Муктадира на кладбище Русафах, рядом со своим дядей Джафаром, сыном халифа аль-Муктади. Один багдадский автор XIII века превозносил Исму как «знатнейшую, мудрейшую и решительнейшую из женщин, которая всегда стояла на своем». Учредитила школу права — одну из самых передовых для своего времени.
После смерти аль-Мустазхира Исма вернулась в Исфахан, где и умерла, и была похоронена в основанном ею юридическом колледже на улице Барракс-Маркет.